# Gilbertsonia angulipora
Gilbertsonia là một chi nấm thuộc họ Fomitopsidaceae. Là một chi đơn loài, nó chứa loài duy nhất Gilbertsonia angulipora.